# NGC 3880
NGC 3880 é uma galáxia elíptica (E) localizada na direcção da constelação de Ursa Major. Possui uma declinação de +33° 09' 44" e uma ascensão recta de 11 horas, 46 minutos e 22,2 segundos.
A galáxia NGC 3880 foi descoberta em 29 de Abril de 1827 por John Herschel.